# Galegeae
Galegeae (Bronn) Dumort, 1827 è una tribù di piante della famiglia delle Fabacee (sottofamiglia Faboideae).

## Tassonomia
La tribù comprende oltre 3 000 specie suddivise nei seguenti generi:
- Astragalus L.
- Biserrula L.
- Carmichaelia R.Br.
- Chesneya Lindl. ex Endl.
- Clianthus Sol. ex Lindl.
- Colutea L.
- Eremosparton Fisch. & C.A.Mey.
- Erophaca Boiss.
- Galega L.
- Gueldenstaedtia Fisch.
- Lessertia DC.
- Montigena Heenan
- Oreophysa (Bunge ex Boiss.) Bornm.
- Orophaca (Torr. & A. Gray) Britton
- Oxytropis DC.
- Smirnowia Bunge
- Sphaerophysa DC.
- Spongiocarpella Yakovlev & N.Ulziykh.
- Streblorrhiza Endl.
- Sutherlandia R.Br. ex W.T.Aiton
- Swainsona Salisb.
- Tibetia (Ali) H.P.Tsui

### Alcune specie

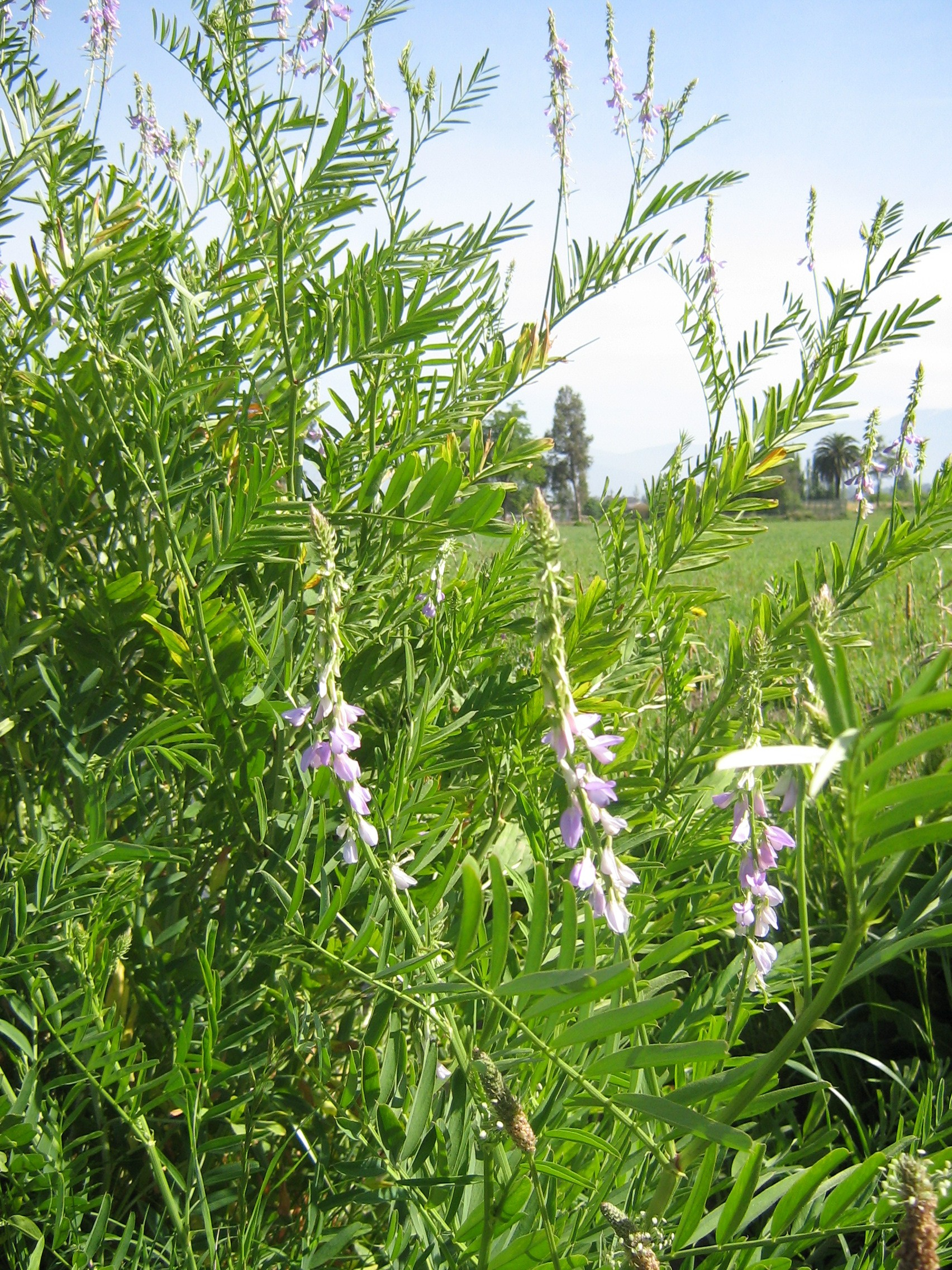
Astragalus berteroanus
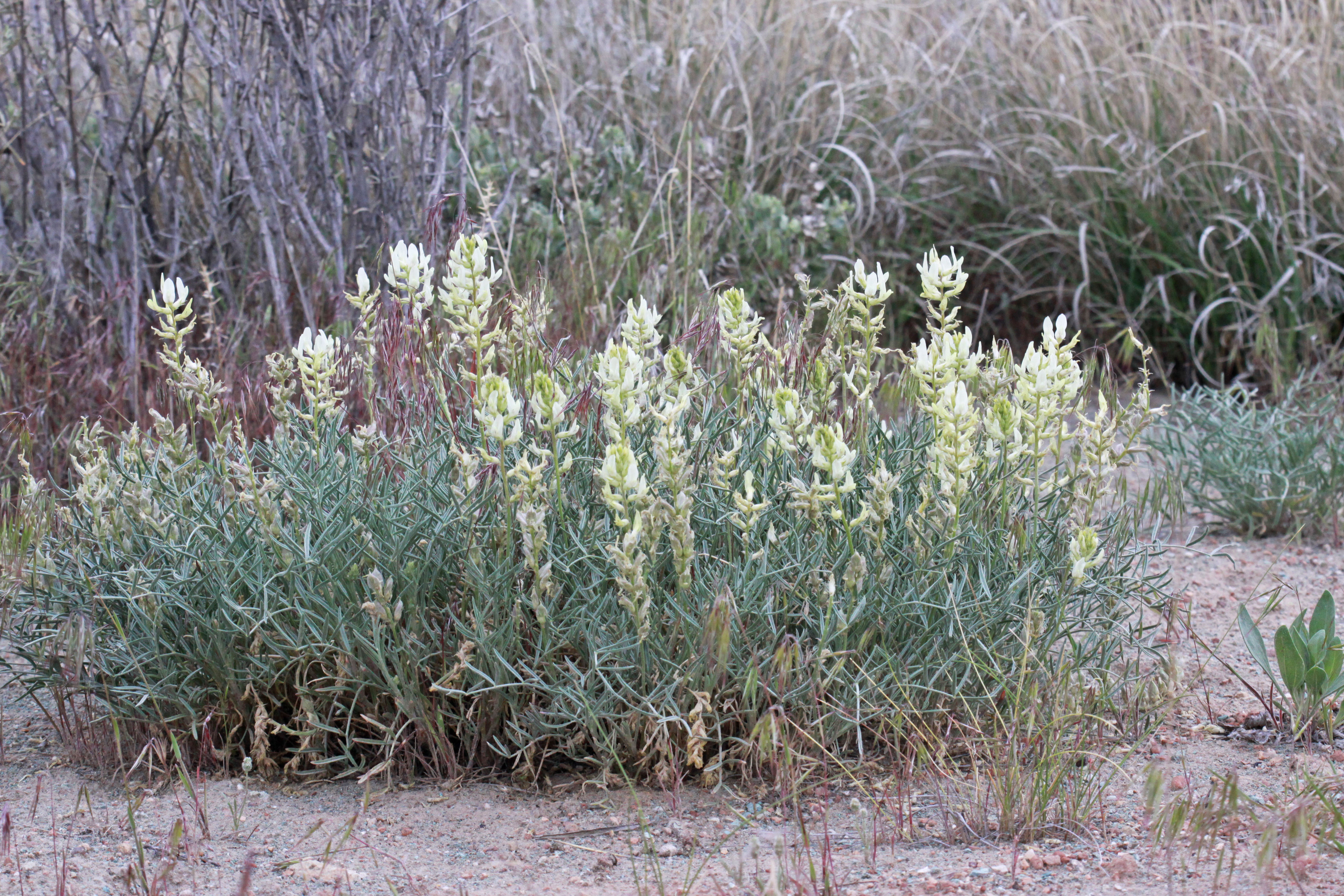
Astragalus flavus
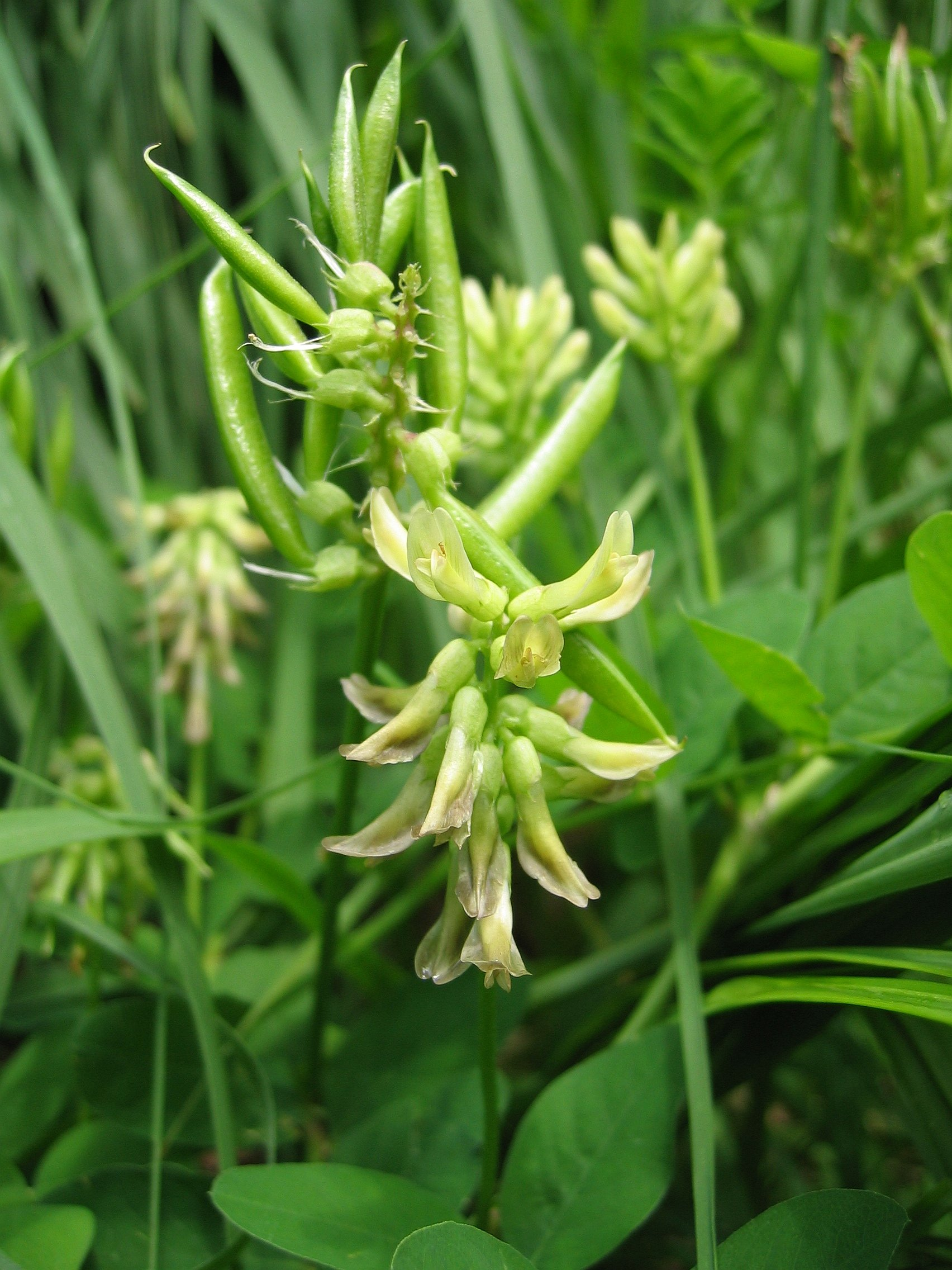
Astragalus glycyphyllos
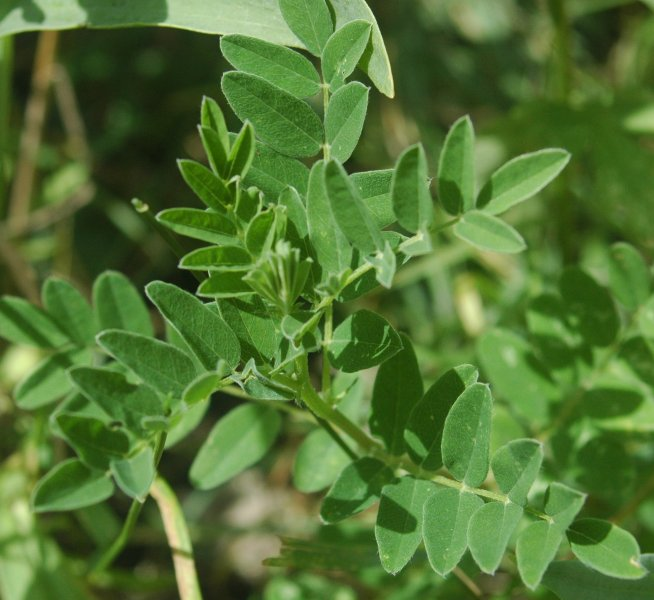
Astragalus mongholicus
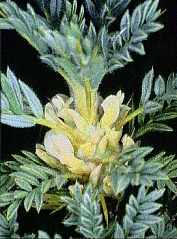
Astragalus nebrodensis
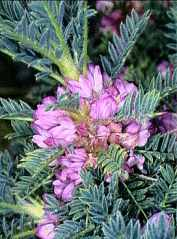
Astragalus siculus
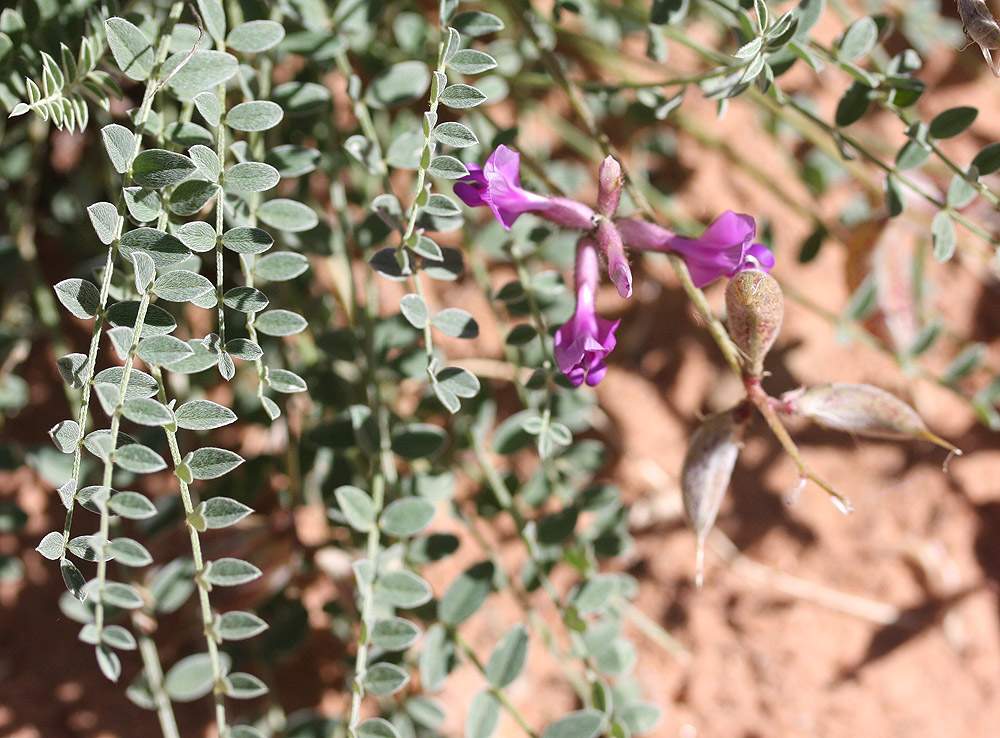
Astragalus zionis